# Trans Air Congo
Pour les articles homonymes, voir Air Congo.
Trans Air Congo est une compagnie aérienne basée à l'Aéroport international Agostinho-Neto de Pointe-Noire (République du Congo) et détenue par la famille El Hage depuis sa création en 1994.

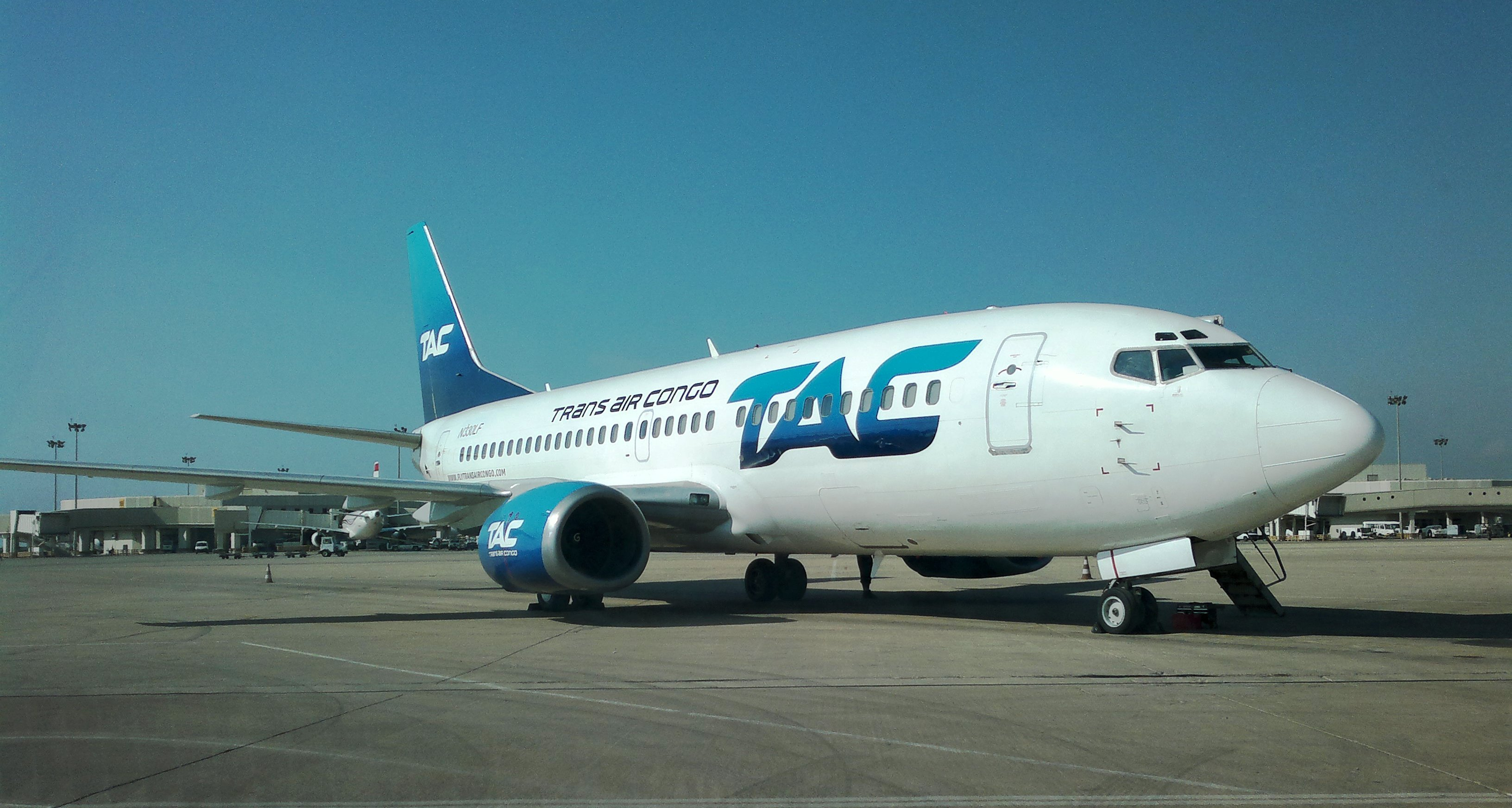
Trans Air Congo, Boeing 737-300

## Histoire
La compagnie est fondée le 24 août 1994 par Bassam El Hage. C'est une filiale du Groupe Bassam. Elle commence son activité avec un simple Let 410 en 1994. En décembre 1994, un Antonov An-24 rejoint la flotte, suivi en 1996 d'un Boeing 727 et d'un Yakovlev Yak-42D. Durant l'année 1997, la compagnie déplace temporairement ses appareils à Johannesbourg le temps de la guerre civile. Après la guerre civile, Trans Air Congo, plus connu sous le nom de TAC, reprend ses opération au Congo-Brazzaville. L'entreprise désert depuis le Gabon, le Bénin, le Cameroun et la Côte d'Ivoire au départ de Brazzaville et Pointe-Noire.
En décembre 2016, la compagnie rajoute à sa flotte son premier Boeing 737-700NG, qu'elle affecte sur la ligne Brazzaville-Abidjan.

## Destinations
Trans Air Congo propose les destinations suivantes :
- Vols intérieurs réguliers : Brazzaville , Pointe Noire, Dolisie, Ollombo, Ouesso ,  Mossendjo, , , Impfondo , Owando , Ewo , Brazzaville .
- Vols internationaux réguliers : Cotonou, Douala, Libreville, Abidjan, Bamako,Dakar, etc. mais depuis 2020 à la suite de la chute du trafic passagers elle nexploite plus que deux lignes Brazzaville -pointe noire, pointe noire Brazzaville.

## Flotte
En mars 2017 , la flotte de Trans Air Congo était la suivante,:

## Incidents et accidents
- Le 21 mars 2011, l'Antonov An-12 du vol TN-AGK de Brazzaville à Pointe Noire, transportant un équipage de 4 personnes, s'écrase dans la zone résidentielle de Mvou-Mvou à Pointe Noire[3]. L'équipage (3 Russes et 1 Kazakh) est tué. Les secours au sol dénombrent 23 morts et 15 blessés[4],[5].  Des images précédant le crash peuvent être vues sur JetPhotos.net et Airliners.net.